# توني بالاسيوس
توني بالاسيوس (بالإنجليزية: Tony Palacios)‏ هو عازف قيثارة ومهندس أمريكي، ولد في 28 مارس 1960.